# Meehan Bonnar
Meehan Bonnar (né le 20 avril 1947 à Fredericton, Nouveau-Brunswick au Canada) est un joueur professionnel canadien de hockey sur glace. Il évoluait en position d'ailier droit.

## Carrière
Choisi par les Bruins de Boston en première ronde du repêchage amateur 1967 de la Ligue nationale de hockey, Meehan Bonnar n'a cependant jamais jouer en LNH. En 1970, après quelques courts passages au sein de plusieurs franchises de différentes ligues mineures, il se retire temporairement du hockey professionnel. De retour en 1972, il joue pour les Wings de Port Huron de la Ligue internationale de hockey qui atteignent cette saison-là la finale de la coupe Turner où ils s'inclinent face aux Komets de Fort Wayne. Il joue les deux saisons suivantes en Ligue américaine de hockey avant de mettre un terme définitif à sa carrière professionnelle.

## Statistiques
| Saison    | Équipe                  | Ligue   |    | Saison régulière | Saison régulière | Saison régulière | Saison régulière | Saison régulière |   | Séries éliminatoires | Séries éliminatoires | Séries éliminatoires | Séries éliminatoires | Séries éliminatoires |
| Saison    | Équipe                  | Ligue   | PJ | B                | A                | Pts              | Pun              | PJ               | B | A                    | Pts                  | Pun                  |                      |                      |
| 1964-1965 | Montagnards d'Ottawa    | LCHJA   |    |                  |                  |                  |                  |                  |   |                      |                      |                      |                      |                      |
| 1967-1968 | Jets / Blazers          | EHL     | 20 | 4                | 8                | 12               | 41               |                  |   |                      |                      |                      |                      |                      |
| 1967-1968 | Gems / Flags            | LIH     | 14 | 4                | 5                | 9                | 4                |                  |   |                      |                      |                      |                      |                      |
| 1967-1968 | Blazers d'Oklahoma City | LCPH    | 3  | 0                | 0                | 0                | 0                |                  |   |                      |                      |                      |                      |                      |
| 1968-1969 | Flags de Port Huron     | LIH     | 36 | 14               | 18               | 32               | 45               |                  |   |                      |                      |                      |                      |                      |
| 1969-1970 | Oak Leafs de Des Moines | LIH     | 41 | 8                | 13               | 21               | 105              |                  |   |                      |                      |                      |                      |                      |
|           |                         |         |    |                  |                  |                  |                  |                  |   |                      |                      |                      |                      |                      |
| 1971-1972 | Quintes de Belleville   | AHO-Sr. | 1  | 0                | 0                | 0                | 0                |                  |   |                      |                      |                      |                      |                      |
| 1972-1973 | Wings de Port Huron     | LIH     | 67 | 22               | 27               | 49               | 129              | 11               | 5 | 3                    | 8                    | 26                   |                      |                      |
| 1973-1974 | Wings de la Virginie    | LAH     | 74 | 17               | 23               | 40               | 151              |                  |   |                      |                      |                      |                      |                      |
| 1974-1975 | Eagles de Syracuse      | LAH     | 40 | 7                | 9                | 16               | 112              |                  |   |                      |                      |                      |                      |                      |